# Blackwater (Missouri)
Blackwater és una població dels Estats Units a l'estat de Missouri. Segons el cens del 2000 tenia 199 habitants.

## Demografia
Segons el cens del 2000, Blackwater tenia 199 habitants, 85 habitatges, i 57 famílies. La densitat de població era de 232,8 habitants per km².
Dels 85 habitatges en un 28,2% hi vivien nens de menys de 18 anys, en un 48,2% hi vivien parelles casades, en un 14,1% dones solteres, i en un 32,9% no eren unitats familiars. En el 27,1% dels habitatges hi vivien persones soles el 14,1% de les quals corresponia a persones de 65 anys o més que vivien soles. El nombre mitjà de persones vivint en cada habitatge era de 2,34 i el nombre mitjà de persones que vivien en cada família era de 2,81.
Per edats la població es repartia de la següent manera: un 24,1% tenia menys de 18 anys, un 9,5% entre 18 i 24, un 29,6% entre 25 i 44, un 20,6% de 45 a 60 i un 16,1% 65 anys o més.
L'edat mediana era de 36 anys. Per cada 100 dones de 18 o més anys hi havia 93,6 homes.
La renda mediana per habitatge era de 25.481 $ i la renda mediana per família de 26.932 $. Els homes tenien una renda mediana de 25.625 $ mentre que les dones 23.750 $. La renda per capita de la població era de 13.186 $. Entorn del 21,3% de les famílies i el 21,1% de la població estaven per davall del llindar de pobresa.

## Poblacions més properes
El següent diagrama mostra les poblacions més properes.